# Håkon Johannessen
Håkon Johannessen (Fredrikstad, 24 dicembre 1912 – 18 settembre 1978) è stato un calciatore norvegese, di ruolo difensore.

## Carriera

### Club
Johannessen giocò con la maglia del Fredrikstad dal 1932 al 1940.

### Nazionale
Conta 2 presenze per la Norvegia. Esordì il 28 maggio 1933, quando fu schierato in campo nella sfida persa per 1-2 contro una selezione amatoriale gallese.

## Palmarès

### Club

#### Competizioni nazionali
- Coppa di Norvegia: 5

Fredrikstad: 1932, 1935, 1936, 1938, 1940
- Campionato norvegese: 2

Fredrikstad: 1937-1938, 1938-1939